# Ashtanga namaskara

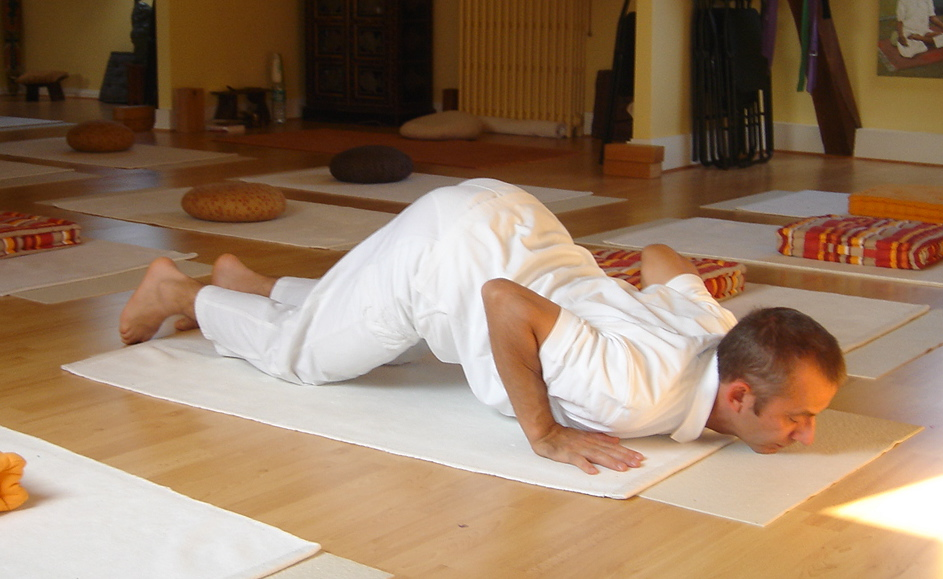
Achtledige Groet
Ashtanga Namaskara

Ashtanga Namaskara (Sanskriet voor Achtledige Groet) is een veelvoorkomende houding of asana in hatha-yoga. De Achtledige Groet maakt deel uit van de Zonnegroet.
| Sanskriet | vertaling           |
| asht      | acht                |
| ang       | delen               |
| anga      | ledematen           |
| namas     | buiging             |
| kar       | oorsprong van alles |
| namaskar  | groet               |

## Beschrijving
De Achtledige Groet is een vooroverliggende houding die meestal begint vanuit de Phalakasana (Plank). Zet de beide knieën op de grond. Breng vervolgens de borst en de kin naar voren. Zet de kin op de grond en laat de borst rusten tussen de handen. De heupen moeten hoog blijven en de ellebogen mogen niet naar buiten gaan, maar moeten tegen de taille aangedrukt zijn. Het lichaam rust nu op de kin, de borst, de beide knieën en de beide tenen. Houd deze houding enkele in- en uitademingen vast.